# 배상책임보험
배상책임보험(liability insurance) 또는 제3자 보험(third-party insurance)은 보험 제도의 일부로, 소송 및 유사 청구로 인해 발생하는 책임의 위험으로부터 구매자(피보험자)를 보호하고, 보험 계약의 보장 범위 내에 있는 청구로 인해 피보험자가 소송을 당할 경우 피보험자를 보호하는 위험 재정 시스템이다.
원래는 공통된 위험에 직면한 개별 회사들이 그룹을 형성하고, 구성원이 손실을 입을 경우 보상을 지급하기 위한 자조 기금(즉, 상호보험 제도)을 만들었다. 현대 시스템은 일반적으로 영리 목적의 전문 보험사가 고려하여 특정 위험에 대한 보호를 제공하는 보험료에 의존한다.
배상책임보험은 제3자 보험 청구에 대한 특정 보호를 제공하도록 설계되었다. 즉, 일반적으로 피보험자에게 지급되는 것이 아니라 보험 계약 당사자가 아닌 손실을 입은 사람에게 지급된다. 일반적으로 고의로 발생한 손해나 계약상 책임은 배상책임보험 정책에 따라 보상되지 않는다. 청구가 이루어지면 보험사는 피보험자를 방어할 의무(및 권리)를 갖는다.
방어에 드는 법적 비용은 정책에서 명시적으로 달리 규정하지 않는 한 일반적으로 정책 한도에 영향을 미치지 않는다. 이 기본 규칙은 소송이 재판에 들어갈 때 방어 비용이 급증하는 경향이 있기 때문에 유용하다. 많은 경우, 정책의 방어 부분은 실제 보험보다 더 가치가 있는데, 복잡한 사건에서 사건을 방어하는 비용이 청구되는 금액보다 많을 수 있기 때문이다. 특히 피보험자가 책임이 전혀 재판에 회부되지 않더라도 방어해야 하는 이른바 "귀찮은" 사건의 경우가 그러하다.

## 시장
상업 책임은 보험 산업에서 중요한 부분이다. 2013년 1,600억 달러의 보험료 수입으로 전 세계 비생명 보험료 1조 5,500억 달러의 10% 또는 전 세계 상업 보험료의 23%를 차지했다. 책임 보험은 신흥 시장보다 선진 시장에서 훨씬 더 널리 보급되어 있다. 2013년 전 세계 책임 보험료의 93%는 선진 시장이 차지했으며, 전 세계 비생명 보험료 점유율은 79%였다.
미국은 2013년 전 세계 책임 보험료의 51%를 차지하며 단연 가장 큰 시장이다. 이는 미국 경제의 규모와 책임 보험의 높은 보급률(GDP의 0.5%) 때문이다. 2013년 미국 기업은 상업 책임 보험에 840억 달러를 지출했으며, 이 중 500억 달러는 일반 책임 보험에 해당하며, 전문인배상책임 (E&O)에 120억 달러, 임원 배상책임 (D&O)에 54억 달러가 포함된다. 미국 기업은 상업적 다중 위험 보험의 책임 부분에 130억 달러, 의료 과실에 95억 달러, 제품 책임 보험에 30억 달러를 추가로 지출했다.
영국은 2013년 책임 보험 시장에서 99억 달러의 보험료로 세계에서 두 번째로 큰 시장이다. 가장 큰 사업 부문은 공공 및 제품 책임이다. 그 다음으로는 전문직 보상 및 고용주 책임(고용 관련 사고 및 질병에 대한 보상)이 뒤따른다. 영국 책임 보험의 하위 부문에서 상당한 변화가 있었다. 지난 10년 동안 전문직 보상의 비중은 약 14%에서 32%로 증가하여 서비스 중심 경제로의 전환을 강조하고 있다. 반면 제조업은 부상 및 재산 피해 관련 사고가 감소함에 따라 책임 청구에서 더 낮은 비중을 차지한다.
유럽 대륙에서 가장 큰 배상책임보험 시장은 독일, 프랑스, 이탈리아, 스페인이다. 이들 국가를 합쳐 2013년 전 세계 배상책임보험료의 거의 220억 달러를 차지했다. 일반적으로 민법 시스템의 지배를 받는 이들 시장은 어떤 배상책임보험 정책과 보장이 이용 가능한지 결정하기 위해 현지 상황과 역사적 경험에 의존한다. 보급률은 0.16%에서 0.25% 범위로, 미국, 영국, 호주와 같은 영미법 국가에 비해 낮다.
일본과 호주는 아시아 태평양 지역에서 가장 큰 시장으로, 2013년 상업 배상책임보험료는 각각 60억 달러와 48억 달러였다. GDP 대비 0.12%로 일본의 배상책임보험 보급률은 다른 선진국에 비해 훨씬 낮다. 호주의 경우 GDP 대비 0.32%로 보급률이 훨씬 높다. 이는 영미법에서 파생된 국가의 법적 프레임워크 때문으로, 고용주 배상책임보험에 대한 수요를 증가시켰다. 호주에는 항공, 해양 유류 오염 및 주거 건설에 대한 의무 보험이 있으며, 특정 주에서는 의료 전문가, 부동산 중개인 및 주식 중개인에 대한 의무 보험이 있다. 배상책임보험료는 2000년 이후 연평균 11%의 성장률을 보였다.
중국은 2013년 보험료 35억 달러로 전 세계에서 9번째로 큰 상업 배상책임 시장이며, 2000년 이후 연평균 22%의 높은 성장률을 보였다. 그러나 GDP 대비 0.04%로 보급률은 여전히 낮다. 성장은 위험 인식 증가와 규제 변화에 의해 주도되었다.

## 보험사의 의무
배상책임보험사는 관할권에 따라 한 가지, 두 가지 또는 세 가지 주요 의무를 가진다.
1. 방어 의무,
2. 면책 의무, 그리고
3. 합리적으로 명확한 청구를 합의할 의무.

### 방어 의무
방어 의무는 미국과 캐나다에서 널리 퍼져 있으며, 대부분의 배상책임보험 정책은 보험사가 정책이 적용되는 모든 "소송"에 대해 피보험자를 방어할 "권리와 의무"를 가진다고 규정한다. 이는 일반적으로 피보험자가 소송을 당하거나 (일부 경우에는 소송 전 통지를 받아 소송을 당할 예정임을 알게 될 때) 그 후 청구에 대한 방어를 자신의 배상책임보험사에 "제공"할 때 발생한다. 일반적으로 이는 고소장 사본을 관련 보험 정책을 참조하는 표지와 함께 보내 즉각적인 방어를 요구함으로써 이루어진다.
대부분의 미국 주와 캐나다에서 보험사는 일반적으로 이 시점에서 네 가지 주요 옵션을 가진다:
1. 피보험자를 무조건적으로 방어한다.
2. 권리 유보 하에 피보험자를 방어한다.
3. 해당 청구에 대한 방어 의무가 없다는 선언적 판결을 구한다.
4. 방어를 거부하거나 선언적 판결을 구하지 않는다.

방어 의무는 일반적으로 면책 의무보다 더 광범위하다. 왜냐하면 그러한 의무를 규정하는 대부분의 (전부는 아니지만) 정책은 근거 없거나, 허위이거나, 사기성 청구에 대해 방어할 것을 명시적으로 약속하기 때문이다. 따라서 방어 의무는 일반적으로 보장의 잠재력에 의해 발동된다. 보장의 잠재력에 대한 테스트는 고소장이 원고가 재판에서 해당 청구에서 승소할 경우 정책 조건에 따라 보장될 최소한 하나의 청구 또는 소송 원인을 적절하게 진술하는지 여부이며, 보장의 본질적인 요소를 완전히 무효화하거나 완전한 배제를 발동할 어떤 주장도 진술하지 않는지 여부이다. 원고가 해당 청구에서 승소할지 또는 실제로 승소할지는 중요하지 않다. 오히려 테스트는 해당 청구가 입증될 경우 보장될지 여부이다. 보장 범위 내외의 다양한 가능성을 포괄할 정도로 모호하거나 불분명한 주장은 일반적으로 보장 가능성을 선호하는 방향으로 해석되지만, 진술되지 않은 주장에 대한 추측(즉, 고소장에 전혀 언급되지 않은 사항)은 보장 가능성을 생성하기에 불충분하다. 일부 관할권에서는 외부 증거를 고려할 수 있는데, 이는 고소장에 명시적으로 기술되어 있거나 고소장에 명시적으로 주장된 사실과 관련이 있기 때문이다.
방어 의무가 있다면, 이는 보험사가 피보험자를 상대로 소송 전체를 방어해야 함을 의미하며, 고소장의 대부분의 청구 또는 소송 원인이 명백히 보장되지 않더라도 마찬가지이다. 보험사는 권리를 유보하지 않고 무조건적으로 방어할 수 있지만, 그렇게 함으로써 방어 의무에 대한 방어로서 보장 부재를 포기하거나 나중에 주장하지 못하게 되며, 소송이 얼마나 오래 걸리든 상관없이 최종 판결 또는 합의까지 피보험자를 방어할 것을 묵시적으로 약속한다(정책에 방어 비용이 정책 한도를 줄인다고 명시적으로 규정되어 있지 않는 한). 또는 보험사는 권리 유보 하에 방어할 수 있다. 이 경우 보험사는 피보험자에게 편지를 보내, 전체 고소장에 대한 보장이나 보장 가능성이 없다는 것이 명확해지면 피보험자의 방어에서 즉시 철회할 권리를 유보하고, 처음부터 보장되거나 심지어 잠재적으로 보장되지 않았던 특정 청구 또는 소송 원인에 대해 그 시점까지 지출한 자금을 피보험자로부터 회수할 권리를 유보한다.
보험사가 방어하기로 선택하면, 자체 사내 변호사(허용되는 경우)로 청구를 방어하거나, 보험사와 표준 수수료 일정을 협상하여 정기적인 업무 흐름을 확보한 선호 법률 사무소 "패널"에 청구를 맡길 수 있다. 권리 유보 하에 방어하기로 한 결정은 피보험자가 독립 변호사를 선임할 권리가 있는 관할권에서 극도로 신중하게 이루어져야 한다.
보험사는 또한 피보험자를 상대로 해당 청구에 대한 보장이 없거나, 적어도 보장 가능성이 없다는 선언적 판결을 구할 수 있다. 이 옵션은 일반적으로 보험사가 불성실 청구로부터 자신을 보호할 수 있게 해준다. 즉, 보험사가 보험 보장 분쟁을 신속하게 법원에 제출할 때 성실하게 행동하는 것으로 간주된다. 비록 피보험자가 원고의 원래 고소장과 보험사의 선언적 판결 청구라는 두 가지 소송에 대해 자신을 방어해야 하는 곤란한 위치에 놓이게 되더라도 말이다. 실제로 일부 관할권에서는 성실하게 행동하는 보험사가 피보험자의 방어를 거부하기 전에 (예: 일리노이주) 또는 이전 권리 유보에 따라 방어에서 철회하기 전에 (예: 조지아주) 법원으로부터 선언적 구제를 구해야 한다.
마지막으로, 보험사는 방어를 거부하고 선언적 판결을 구하는 것을 삼갈 수 있다. 보험사가 보장이 전혀 없거나 보장 가능성이 없다고 절대적으로 확신한다면, 대부분의 관할권에서 보험사는 피보험자에게 자신의 입장을 설명하고 방어 제공을 거부하는 서신을 보냄으로써 보장에 대한 방어를 적절히 유지한다. 그러나 이 옵션은 매우 위험할 수 있는데, 나중에 법원이 처음부터 방어 의무가 있었다고 판단하면 보험사는 해당 의무를 위반한 것으로 간주될 것이며, 불법 행위에 대한 책임을 질 수도 있다. 따라서 보험사는 보장을 전적으로 거부하는 대신 권리 유보 하에 방어하는 경우가 많다.
미국과 캐나다 이외의 지역에서는 배상책임보험사가 일반적으로 피보험자를 방어하기 위해 변호사를 고용하고 비용을 지불하는 직접적인 책임을 지는 의미의 방어 의무를 지지 않는다. 많은 정책들이 보험사의 동의 하에 발생한 합리적인 방어 비용을 피보험자에게 상환할 것을 약속하지만, 이는 본질적으로 손해배상의 한 형태이며(아래 다음 섹션에서 다룸), 이에 따라 피보험자는 자신을 방어하기 위해 변호사를 고용하는 주된 책임을 계속 진다. 이러한 보험사들은 종종 피보험자를 방어할 권리를 명시적으로 유보하는데, 이는 피보험자가 선택한 변호사가 기본 청구에 대해 적절한 방어를 제공하지 못하는 경우 자신의 이익을 보호하기 위해 개입할 수 있도록 하기 위함일 것이다.

### 면책 의무
손해배상 사건은 개인이 사고, 충돌 등 발생 시 다른 사람에게 발생한 손실이나 손해에 대해 지불할 의무가 있는 경우에 발생한다. 손해배상 의무는 일반적으로 보험사와 피보험자 간의 합의에서 비롯되며, 이는 피보험자를 모든 책임, 손해 또는 손실로부터 보호한다.
면책 의무는 보험사가 피보험자가 책임져야 하는 모든 보상 대상 금액을 보장 한도 내에서, 그리고 공제액, 유보 한도, 자기부담금, 초과 지급액 또는 보험사의 의무의 전제 조건으로 피보험자가 자체적으로 지불해야 하는 기타 금액을 제외하고 지불할 의무이다.
이는 일반적으로 피보험자에 대한 최종 판결이 내려질 때 발생하며, 보험사가 해당 보상 대상 금액을 판결을 얻은 원고에게 지급할 때 충족된다. 대부분의 정책은 금전적 손해뿐만 아니라 원고가 승소 당사자로서 받을 자격이 있는 모든 비용, 지출 및 변호사 수수료를 지급하도록 규정한다.
방어 의무와 달리 면책 의무는 원고의 고소장에서 실제로 보장되는 청구 또는 소송 원인에만 적용된다. 왜냐하면 피보험자에 대한 최종 판결은 일반적으로 원고가 각 청구 또는 소송 원인에서 왜 승소했는지(또는 실패했는지)를 보여주는 재판 법원의 사실 기록에 의해 뒷받침되기 때문이다. 따라서 보험사는 보장 가능성을 보여주는 단순한 주장에 근거하여 방어 의무를 가질 수 있지만, 피보험자에 대한 최종 판결을 뒷받침하는 증거가 해당 청구 또는 소송 원인을 정책의 보장 범위를 완전히 벗어나게 하는 경우 면책 의무를 가지지 않을 수 있다. 반대로, 보험사가 원고의 최초 고소장의 초기 주장에 근거하여 방어 의무가 없을 수 있지만, 피보험자의 입증된 책임에 근거하여 면책 의무가 있을 수도 있다.
방어 의무와 합의 의무는 영어권 북미 이외 지역에서는 드물지만, 면책 의무는 배상책임보험 정책에서 보편적으로 발견된다.

### 합리적인 청구를 합의할 의무
일부 관할권에서는 세 번째 의무인 피보험자에 대한 합리적으로 명확한 청구를 합의할 의무가 있다. 이 의무는 일반적으로 합리적인 합의 기회가 실제로 발생했을 때에만 발생한다. 이는 원고가 합의 제안을 하거나, 보험사가 원고가 합의 제안을 수락할 것이라는 정보를 인지하고 있을 때이다. 보험사는 거부할 가능성이 있는 원고에게 제안을 시작할 의무가 없으며, 터무니없는 소송을 제기하고 어떤 이론으로도 피보험자를 상대로 승소할 수 없는 원고로부터 터무니없는 제안을 수락할 의무도 없다.
합의 의무는 피보험자가 어느 정도 책임 노출이 있고 (즉, 피보험자를 원고가 주장하는 부상 발생과 연결하는 일부 증거가 있고), 원고가 정책 한도를 초과할 수 있는 상당한 손해에 대한 증거를 가지고 있으며, 원고가 정책 한도와 같거나 초과하는 합의 요구를 하는 시나리오에서 가장 중요하다. 그러한 상황에서 보험사의 이익은 피보험자의 이익과 충돌하는데, 보험사는 즉시 합의하지 않을 유인이 있기 때문이다. 즉, 보험사가 합의를 거부하고 사건이 재판으로 진행되면 두 가지 가능한 결과만 있다: (1) 피보험자가 패소하고 보험사는 정책 한도 내에서 피보험자에 대한 결과적인 판결을 지불해야 하거나, (2) 피보험자가 승소하여 피보험자와 보험사 모두에게 책임이 없는 경우이다. 첫 번째 결과가 발생하면 보험사의 관점에서는 본질적으로 "얻은 것도 잃은 것도 없는" 것이다. 왜냐하면 어떤 식으로든 정책 한도를 지불할 것이기 때문이다. (간단히 말해, 이 분석은 그 시점까지 발생한 방어 비용 형태의 매몰 비용, 재판에서 피보험자를 변호하는 데 보험사가 부담한 추가 비용, 그리고 피보험자가 재판에 참여하는 동안 발생한 기회비용은 고려하지 않는다.)
보험사는 이 시나리오에서 재판 전후에 정책 한도를 지급하는 것에 무관심할 수 있지만, 피보험자는 결코 그렇지 않다. 만약 위에서 첫 번째 결과가 발생한다면, 피보험자는 재판 전 합의 제안과 정책 한도를 훨씬 초과하는 금액으로 원고에게 책임이 있을 수 있다. 그러면 보험사가 정책 한도를 지급한 후, 원고는 피보험자의 귀중한 자산에 대한 압류 영장 또는 집행 영장을 집행하여 판결의 남은 잔액을 회수하려고 시도할 수 있다.
바로 이때 합의 의무가 개입된다. 보험사가 방어 판결(이 경우 원고에게 아무것도 지불할 필요가 없게 되는)이라는 먼 가능성을 추구하며 피보험자의 자산으로 도박하는 것을 막기 위해 보험사는 합리적으로 명확한 청구를 합의할 의무를 진다. 표준 사법 테스트는 합리적인 보험사가 어떤 정책 한도에도 불구하고 합의했을 청구라면 보험사는 해당 청구를 합의해야 한다는 것이다. 이는 보험사가 정책 한도를 실제로 초과하는 합의 제안을 수락하거나 지불해야 한다는 것을 요구하지 않지만, 그러한 경우 보험사는 최소한 정책 한도만 지불하면 되는 합의를 이끌어내기 위한 시도를 통해 합의 의무를 이행해야 한다(원고가 요구액을 낮추는 데 동의하거나 피보험자 또는 다른 기본 또는 초과 보험사가 차액을 부담하는 데 동의하기 때문에).

### 위반의 효과
일반적으로, 전술한 의무 중 어느 하나라도 위반한 보험사는 계약 위반에 대한 책임을 진다. 대부분의 관할권에서 그 결과는 피보험자의 기대 손해액, 즉 보험사가 면책 의무에 따라 지급했어야 할 금액의 지급을 요구하는 판결이다. 그러나 이는 정책 한도에 의해 제한되며, 일반적으로 보험사의 위반으로 인해 발생한 손실(예: 해당 기회에 투자할 예정이었던 자금이 판결금을 지급하기 위해 전용되거나 압류되어 발생한 사업 기회 손실)에 대해 피보험자를 보상하지 않는다.
미국 (그리고 캐나다는 덜하지만)에서, 위 세 가지 의무 중 어느 하나를 특히 악질적인 방식으로 위반한 보험사는 보험 악의 불법행위에 대해 책임을 질 수도 있으며, 이 경우 피보험자는 정책 한도를 초과하는 보상적 손해와 징벌적 손해를 회수할 수 있다.

### 발생주의 대 보고주의 정책
전통적으로 배상책임보험은 발생주의를 기준으로 작성되었다. 이는 보험자가 피보험자의 행위 또는 부작위의 결과로 보험 기간 동안 "발생"했다고 주장되는 모든 손실에 대해 방어하고 배상하기로 동의했음을 의미한다. 이것은 원래 문제가 되지 않았는데, 피보험자의 불법 행위 책임이 근인 및 소멸 시효와 같은 원칙에 의해 예측 가능하게 제한된다고 생각했기 때문이다. 즉, 1953년에 발생했다고 주장되는 손실을 야기한 불법 행위에 대해 1978년에 소송을 제기할 경우 기각될 위험이 너무 명확하기 때문에 제정신인 원고 측 변호사는 소송을 제기하지 않을 것이라고 생각했다.
1970년대와 1980년대에 발생한 수많은 주요 독성불법행위 (주로 석면 및 디에틸스틸베스트롤 관련) 및 환경 책임은 소위 "긴 꼬리"의 취약한 정책을 급진적으로 확장시키는 수많은 사법 결정 및 법률로 이어졌다. 보험 계약자는 손실이 원고의 진단 또는 지하 오염의 뒤늦은 발견 시점뿐만 아니라 독성 물질에 대한 여러 누적 노출 중 첫 번째 노출을 받거나 피고가 처음 오염 물질을 배출한 시점부터 발생하기 시작했으며, 그러한 손실이 모든 후속 정책 기간 동안 계속 발생했다고 주장하기 시작했다 (비록 훨씬 나중에야 소송으로 이어졌지만). 그 결과, 20년, 30년 또는 40년 전에 작성된 정책에 대한 장부를 이미 마감한 보험사들은 이제 자신들의 피보험자들이 수십만 건의 소송에 휘말려 해당 오래된 정책들이 잠재적으로 관련될 수 있음을 알게 되었다. 어떤 정책이 이러한 지속적인 상해 또는 "긴 꼬리" 청구에 대응해야 하는지에 대한 법률 체계가 발전했으며, 많은 법원은 노출, 지속적인 상해 또는 사실상의 상해 발생 트리거의 적용에 의해 여러 정책이 관련될 수 있다고 판단하는 반면, 다른 법원은 상해 또는 손해가 발견된 시점에 효력이 있는 정책만이 관련된다고 판단한다.
보험 업계는 이러한 발전에 두 가지 방식으로 반응했다. 첫째, 새로운 발생주의 정책의 보험료가 폭등했는데, 이는 업계가 그러한 정책 문구와 관련된 실제 위험을 더 잘 이해하게 되었기 때문이다. 둘째, 업계는 보고주의 정책을 발행하기 시작했으며, 이 정책은 보험 기간 동안 피보험자에게 처음으로 "제기된" 청구만을 보장한다. 관련 변형으로 보고주의-신고 정책이 있는데, 이 정책은 보험 기간 동안 피보험자에게 처음으로 제기되고 피보험자가 보험사에 신고한 청구만을 보장한다 (이는 종종 정책 기간 종료 후 보고를 위한 유예 기간을 포함하여 정책 기간 말에 소송을 당하는 피보험자를 보호한다).
보고주의 정책은 보험사가 각 정책에 대한 자체 장기 책임을 다시 급격히 제한하고, 결과적으로 정책에 대한 장부를 마감하고 이익을 기록할 수 있도록 한다. 따라서 이러한 정책은 발생주의 정책보다 훨씬 저렴하며, 이러한 이유로 매우 인기가 많다. 물론, 보고주의 정책은 새로운 청구를 보험사에 즉시 보고해야 하는 부담을 피보험자에게 전가한다. 또한 피보험자가 위험 관리에 대해 더 적극적으로 나서고 자체적인 장기 책임을 통제할 방법을 찾도록 강제한다.
보고주의 정책에는 종종 잠재적 청구까지도 보고하도록 요구하고, 일련의 관련 행위 전체를 단일 청구로 통합하는 엄격한 조항이 포함되어 있다. 이는 피보험자가 모든 "잠재적" 청구(즉, 사업장 내 모든 미끄러짐 및 낙상 사고)를 적시에 보고하고, 실제 소송으로 이어지지 않더라도 보험 보장 권리를 보호하는 대신, 자신을 더 위험하게 보이게 하고 자체 보험료를 인상하는 비용을 감수해야 하는 상황에 놓이게 한다. 또는 실제로 소송을 당할 때까지 기다릴 수도 있지만, 그러면 사고 발생 시점에 보고했어야 했기 때문에 청구가 거부될 위험을 감수해야 한다.
보고주의 보험은 피보험자가 보험사를 변경하거나, 사업을 정리하고 폐쇄하기 어렵게 만든다. 이러한 상황에 대비하여 "꼬리 보험"을 구매할 수 있지만, 일반적인 보고주의 보험보다 훨씬 높은 보험료를 지불해야 한다. 이는 보험사가 애초에 보고주의 보험이 피보험자에게 전가하려고 했던 종류의 책임을 다시 떠맡도록 요청받기 때문이다.
놀랄 것도 없이, 피보험자들은 보험 업계가 보고주의 보험을 사용하여 상당한 위험을 피보험자에게 다시 전가하려는 의도를 알아차렸고, 보고주의 보험은 1970년대, 1980년대, 1990년대 내내 여러 국가에서 광범위한 소송의 대상이 되었다. 이로 인해 1978년 미국 연방 대법원의 중요한 판결과 1993년의 판결, 그리고 1993년 캐나다 대법원의 판결로 이어졌다.

### 유보 한도 및 SIR
기업이 책임보험료를 줄이는 한 가지 방법은 유보 한도 또는 자기부담금(SIR)이 있는 정책을 협상하는 것이다. 이는 공제액과 다소 비슷하다. 이러한 정책을 통해 피보험자는 본질적으로 소액 청구에 대해 자체 보험 및 자체 방어를 수행하고, 특정 가치를 초과하는 책임 청구에 대해서만 방어를 제공하고 요구하는 데 동의한다. 그러나 이러한 보험을 작성하는 것은 보험사에게도 위험하다. 캘리포니아 항소법원은 SIR이 있는 정책의 주요 보험사는 정책이 방어 의무의 전제 조건으로 SIR 소진을 명시적으로 요구하지 않는 한 여전히 "즉각적인, '첫 번째 달러' 방어"를 제공해야 한다고 판결했다 (물론 나중에 피보험자로부터 SIR 금액을 회수할 권리를 전제로 한다).

## 유형
많은 나라에서 배상책임보험은 제3자에 의한 과실 소송을 당할 위험이 있는 사람들을 위한 의무적인 보험 형태이다. 의무적인 정책의 가장 일반적인 종류는 자동차 운전자(자동차보험), 대중에게 전문 서비스를 제공하는 사람, 유해할 수 있는 제품을 제조하는 사람, 건설업자, 그리고 고용을 제공하는 사람을 포함한다. 이러한 법률의 이유는 피보험자의 종류가 타인에게 상해 또는 손실의 위험을 초래하는 활동에 의도적으로 참여하기 때문이다. 따라서 공공 정책은 그러한 개인이 보험에 가입하여, 그들의 활동이 다른 사람에게 손실이나 손해를 초래하는 경우, 보상금을 지급할 수 있도록 해야 한다고 요구한다. 또한, 사람들이 보험에 가입하는 더 넓은 범위의 위험이 있으며, 따라서 변호사가 제공하는 (때로는 집단 소송 방식으로) 성공 보수 소송의 증가에 맞춰 책임 정책의 수와 범위가 증가했다. 이러한 정책은 세 가지 주요 종류로 나뉜다:

### 공공 책임
산업과 상업은 제3자(신체적으로 부상당하거나 재산이 손상될 수 있는 대중, 방문객, 무단 침입자, 하도급업체 등)에게 영향을 미 미칠 가능성이 있는 다양한 공정 및 활동에 기반을 둔다. 고용주 배상책임보험과 공공 배상책임보험 중 하나 또는 둘 다 법률에 의해 의무화되었는지 여부는 관할권마다 다르다. 그러나 의무 여부와 관계없이 대부분의 조직은 표준 정책에 포함된 조건, 배제 및 보증이 부담스러울 수 있음에도 불구하고 공공 배상책임보험을 보험 포트폴리오에 포함한다. 예를 들어, 산업 시설을 소유한 회사는 환경 사고로 인한 소송을 보장하기 위해 오염보험을 구매할 수 있다.
많은 소규모 기업은 높은 보험료 비용으로 인해 일반 또는 전문직 배상책임보험을 가입하지 않는다. 그러나 청구가 발생할 경우 법적 방어 또는 합의를 위한 자비 지출은 보험료 비용을 훨씬 초과할 수 있다. 어떤 경우에는 청구 비용이 소규모 기업을 폐쇄할 만큼 충분할 수 있다.
기업은 배상책임보험이 필요한지, 그리고 필요하다면 어느 정도의 보장이 적절하고 비용 효율적인지 결정할 때 모든 잠재적 위험 노출을 고려해야 한다.
공공 배상 책임 위험에 가장 많이 노출되는 사람은 쇼핑센터, 술집, 클럽, 극장, 영화관, 스포츠 경기장, 시장, 호텔, 리조트 등 많은 수의 제3자가 여가를 즐기는 장소의 점유자이다. 술 소비와 스포츠 행사가 포함되면 위험은 극적으로 증가한다. 보안 및 청소와 같은 특정 산업은 보험 인수자가 고위험으로 간주한다. 어떤 경우에는 보험 인수자가 이러한 산업의 책임을 보험에 들기를 거부하거나 잠재적 보상을 최소화하기 위해 큰 공제액을 적용하기도 한다.
개인 또한 토지를 점유하고 잠재적으로 위험한 활동에 참여한다. 예를 들어, 썩은 나뭇가지가 오래된 나무에서 떨어져 보행자를 다치게 할 수 있으며, 많은 사람들이 공공장소에서 자전거를 타거나 스케이트보드를 탄다. 대부분의 주는 운전자에게 보험 가입을 의무화하고 유효한 정책 없이 운전하는 사람을 범죄로 규정한다. 또한 많은 주는 운전자가 유효한 정책을 가지고 있지 않은 사고로 신체적으로 부상당한 사람들에게 보상을 제공하기 위해 보험 회사에 기본 기금을 제공하도록 요구한다.
많은 국가에서 청구는 판례의 오랜 역사를 통해 확립된 영미법계 원칙에 따라 처리되며, 소송이 제기될 경우 해당 관할권의 민사 소송 방식으로 이루어진다.

### 생산물 책임
생산물 배상책임보험은 모든 국가에서 의무적인 보험 종류는 아니지만, EC 생산물 책임 지침(85/374/EEC) 및 영국의 1987년 소비자 보호법과 같은 법률은 "과실 없이" 엄격한 책임 제도를 만들며, 상품을 제조하거나 공급하는 기업은 일반적으로 결합 책임 보험의 일부로 어떤 형태의 생산물 배상책임보험에 가입한다. 잠재적 책임의 규모는 불안정한 차량에 대한 메르세데스-벤츠 사건이나 벤젠 오염에 대한 페리에 사건과 같은 사례로 설명되지만, 전체 목록에는 의약품 및 의료 기기, 석면, 담배, 레크리에이션 장비, 기계 및 전기 제품, 화학 물질 및 살충제, 농산물 및 장비, 식품 오염 및 기타 모든 주요 제품 종류가 포함된다.

### 고용주 및 근로자 보상
고용인을 보상하는 근로자 보상에 관한 법률은 국가마다 다르지만, 오토 폰 비스마르크가 1881년에 도입한 근로자 재해 보험 제도는 종종 유럽과 나중에 미국의 모델로 인용된다.
많은 법적 관할권에서 산재보상은 사업의 종류에 따라 의무적이며, 여기에는 영국과 2018년 현재 텍사스를 제외한 많은 미국 주가 포함된다. 의무 규정과 관계없이 기업은 자발적으로 보험에 가입할 수 있으며, 미국에서는 일반적으로 정책에 의무 보험에 대한 제1부와 비의무 보험에 대한 제2부가 포함된다.
미국 대부분 지역에서 산재보상 청구에 대한 최초 관할권은 연방 및 주 법원 외부의 행정 절차로 이관되었다. 이들은 무과실 제도로 운영되어 직원이 고용주의 과실을 증명할 필요가 없으며, 단지 부상이 고용 과정에서 발생했음을 증명하는 것으로 충분하다. 고용주가 아닌 제3자가 실제로 부상을 야기한 경우, 직원 청구를 지불하도록 명령받은 산재보상 보험사(또는 자체 보험에 가입한 고용주)는 일반적으로 일반 법원 시스템에서 제3자를 상대로 대위 소송을 제기할 자격이 있다. 차례로, 산재보상 보험은 책임 보험과 별도로 규제되고 인수된다. 보험 서비스 사무소(ISO)가 표준 책임 보험 양식을 개발하고 주 보험 위원회의 승인을 받는 것처럼, 전국 보상 보험 협회(NCCI)와 다양한 주 요율 기관은 산재보상 분야에서 유사한 서비스를 제공한다.
미국 산재보상 보험은 일반적으로 직원의 신체 상해 및 사망만을 보장하지만, 그러한 신체 상해 또는 사망의 직접적인 결과로 상해를 입을 수 있는 다른 사람을 항상 보장하지는 않는다. 미국 고용주는 종종 고용인의 과실로 인해 직장에서 신체 상해를 입은 직원의 배우자가 배우자 관계 상실을 주장하는 것과 같이, 법원에서 여전히 소송을 제기할 권리가 있는 사람들의 소송으로부터 자신을 보호하기 위해 고용주 배상책임 보험(반드시 의무 사항은 아님)에 가입한다.

### 경영 및 고용 관행 책임
근로자 보상은 또한 단순히 정신적 고통을 야기하는 무형의 불법 행위나 경영진의 과실 및 주주에 대한 책임으로 발생하는 불법 행위는 보장하지 않는다. 일반 경영 책임 보장에는 임원 책임 보험(D&O), 고용 관행 책임(EPL) 보험, 신탁 책임 보험, 그리고 "특정 범죄" 보험(납치, 몸값, 강탈)이 개별적으로 또는 통합 패키지의 일부로 포함될 수 있다.
고용 관행 책임은 1980년대에 발생했는데, 당시 미국 직원들이 부당 해고와 같은 직장 내 행위로 인해 고용주를 상대로 배심원 평결을 받기 시작했기 때문이다. 보험 서비스 사무소(ISO), 정형 계약 보험 정책의 판매업체는 상업 일반 책임 보험 정책 양식을 개정하여 직장 내 인종 또는 성 차별과 같은 고용주-직원 관계와 관련된 불법 행위, 그리고 그러한 불법 행위를 저지른 중간 관리자에 대한 과실 감독 책임을 보장에서 제외했다. 이후 이 특정 위험을 보장하기 위한 특정 정책 양식이 만들어졌다.

## 일반 책임
일반 배상책임보험은 사업 운영으로 인해 발생할 수 있는 신체 상해, 차량 파손, 재산 피해 등 다양한 청구로부터 개인을 보호하는 보장이다.
일반 배상책임보험(GP)은 여러 사업체를 보장하며, 보험 규범은 회사마다, 지역마다 다를 수 있다. 많은 공공 및 제품 책임 위험은 종종 일반 배상책임 정책에 함께 포함된다. 이러한 위험에는 피보험자의 직접적 또는 간접적 행위로 인한 신체 상해 또는 재산 피해가 포함될 수 있다.
미국에서는 일반 배상책임보험이 사업체가 가입하는 상업 일반 배상책임 정책과 개별 주택 소유자가 가입하는 주택 소유자 보험 정책에 가장 자주 나타난다.

## 보험 가능한 위험
일반적으로 배상책임보험은 과실 또는 무과실책임 불법행위로 인해 소송을 당할 위험만 보장하며, 더 높은 수준의 고의를 수반하는 불법행위나 범죄는 보장하지 않는다. 이는 일반적으로 정책 자체의 문구나 피보험자가 거주하거나 사업을 하는 관할권의 판례법 또는 법률에 의해 의무화된다.
다시 말해, 배상책임보험은 피보험자가 저지른 범죄나 고의적 불법행위로 인한 책임은 보호하지 않는다. 이는 범죄자, 특히 조직 범죄가 국가가 제기한 형사 소송이나 피해자가 제기한 민사 소송에서 자신을 방어하는 비용을 충당하기 위해 책임 보험에 가입하는 것을 막기 위함이다. 반대되는 규칙은 범죄의 저지름을 장려하고, 범죄자가 자신의 행동의 불리한 결과로부터 자신을 보험에 들게 함으로써 보험 회사가 간접적으로 범죄로부터 이익을 얻게 할 것이다.
범죄 자체는 보험에 들 수 없는 것이 아니다. 책임 보험과 달리, 범죄의 피해자로서 자신의 손실을 보상하기 위해 손실 보험에 가입하는 것은 가능하다.

## 증거 규칙
미국에서는 대부분의 주에서 자동차 보험 가입만 의무화하고 있다. 보험 가입이 의무 사항이 아니며 제3자가 부상에 대해 청구하는 경우, 당사자가 책임 보험에 가입했다는 증거는 공공 정책상의 이유로 소송에서 일반적으로 허용되지 않는데, 이는 법원이 당사자들이 그러한 보험에 가입하는 것을 막고 싶어하지 않기 때문이다. 이 규칙에는 두 가지 예외가 있다:
1. 보험 증권 소유자가 재산의 소유권 또는 통제를 다툴 경우, 책임 보험 증거는 증권 소유자가 재산을 소유하거나 통제할 가능성이 있음을 보여주기 위해 도입될 수 있다.
2. 증인이 증권에 이해 관계를 가지고 있어 특정 증언과 관련하여 동기나 편견을 가질 경우, 증권의 존재는 이러한 동기나 편견을 보여주기 위해 도입될 수 있다. 연방 민사 소송 규칙 26은 1993년에 개정되어 지불하거나 상환할 수 있는 모든 보험 증권을 상대 소송 당사자가 복사할 수 있도록 요구하지만, 증권은 일반적으로 배심원에게 제공되는 정보는 아니다. 연방 항소 규칙 46은 변호사가 보험을 인정하기 위해 출석 통지를 업데이트하지 않으면 항소가 기각되거나 확정될 수 있다고 규정한다. 코넬 대학교 법률 연구소 웹사이트에는 의회 기록이 포함되어 있다.

## 기술 산업에서
기술 기업은 주로 무형이지만 가치가 높은 데이터를 다루는 비교적 새로운 산업을 대표하기 때문에, 이 분야에서 법적 책임의 일부 정의는 여전히 진화하고 있을 수 있다. 기술 기업은 작업에 내재된 모든 잠재적 위험을 보장하기 위해 정책 한도를 신중하게 읽고 완전히 이해해야 한다.
전문인배상책임보험은 일반적으로 기술 기업을 전문적 과실 또는 전문적 의무 불이행 혐의로 인한 소송으로부터 보호한다. 보장되는 사고에는 고객 데이터 손실, 소프트웨어 또는 시스템 오류, 불이행 청구, 서비스의 과도한 판매, 직원의 포럼 게시물 또는 이메일 내용이 부정확하거나 명성에 해를 끼치는 경우, 내부 메모리를 제대로 지우지 않고 팩스 기기와 같은 사무 장비를 제거하는 경우, 또는 고객에게 개인 데이터가 침해되었음을 통지하지 않는 경우가 포함될 수 있다. 예를 들어, 일부 고객 기업은 기술 하청업체의 행동으로 인해 대체 불가능한 데이터가 손실된 후 상당한 합의금을 받았다. 전문인배상책임보험은 일반적으로 이러한 지불 및 법적 방어를 정책 한도 내에서 보장한다.
또한 고객 계약은 현장 기술 하청업체가 일반 배상책임보험 및 전문인배상책임보험 가입 증명을 제공하도록 요구하는 경우가 많다.

## 같이 보기
- 쿠미스 변호사
- 10년 책임
- 전문인배상책임보험